# Bahnhof Woerden
Der Bahnhof Woerden ist ein Durchgangsbahnhof der niederländischen Bahngesellschaft NS in der niederländischen Stadt Woerden.

## Geschichte
Die Station wurde mit dem ersten Abschnitt von Utrecht nach Gouda der Bahnstrecke Utrecht–Rotterdam am 21. Mai 1855 von „Nederlandsche Rhijnspoorweg-Maatschappij“ eröffnet. 1911 erhielt der Bahnhof ein neues Jugendstilgebäude. Zwischen 1993 und 1996 wurde der Bahnhof modernisiert, wobei der Bahnhof aber sein markantes Jugendstilgebäude behielt. Veränderungen wurden unter anderem an der alten hölzernen Fußgängerbrücke über die Gleise vorgenommen. Diese wurde durch eine modernere Version ersetzt. Das alte Holzdach über den Gleisen wurde durch einen modernen Anbau am Eingang ersetzt. Dieses ermöglicht auch bei der kontinuierlichen Fahrgaststeigerung einen verlässlichen Unterstand.

## Streckenverbindungen
Folgende Linien verkehren im Jahresfahrplan 2022 am Bahnhof Woerden:
| Zugtyp    | Linienverlauf                                                                              | Frequenz                                                                                       |
| --------- | ------------------------------------------------------------------------------------------ | ---------------------------------------------------------------------------------------------- |
| Intercity | Leiden Centraal – Alphen aan den Rijn – Woerden – Utrecht Centraal                         | halbstündlich                                                                                  |
| Sprinter  | Uitgeest – Zaandam – Amsterdam Centraal – Breukelen – Woerden – Gouda – Rotterdam Centraal | halbstündlich                                                                                  |
| Sprinter  | Den Haag Centraal – Gouda – Woerden – Utrecht Centraal – Geldermalsen – Tiel               | halbstündlich                                                                                  |
| Sprinter  | (Leiden Centraal – Alphen aan den Rijn –) Woerden – Utrecht Centraal (– Houten Castellum)  | halbstündlich (fährt nur in der HVZ die gesamte Strecke; fährt abends und am Wochenende nicht) |
| Sprinter  | Utrecht Centraal – Woerden – Gouda – Rotterdam Centraal                                    | halbstündlich (fährt frühmorgens in Richtung Rotterdam Centraal)                               |